# Meridionalismus

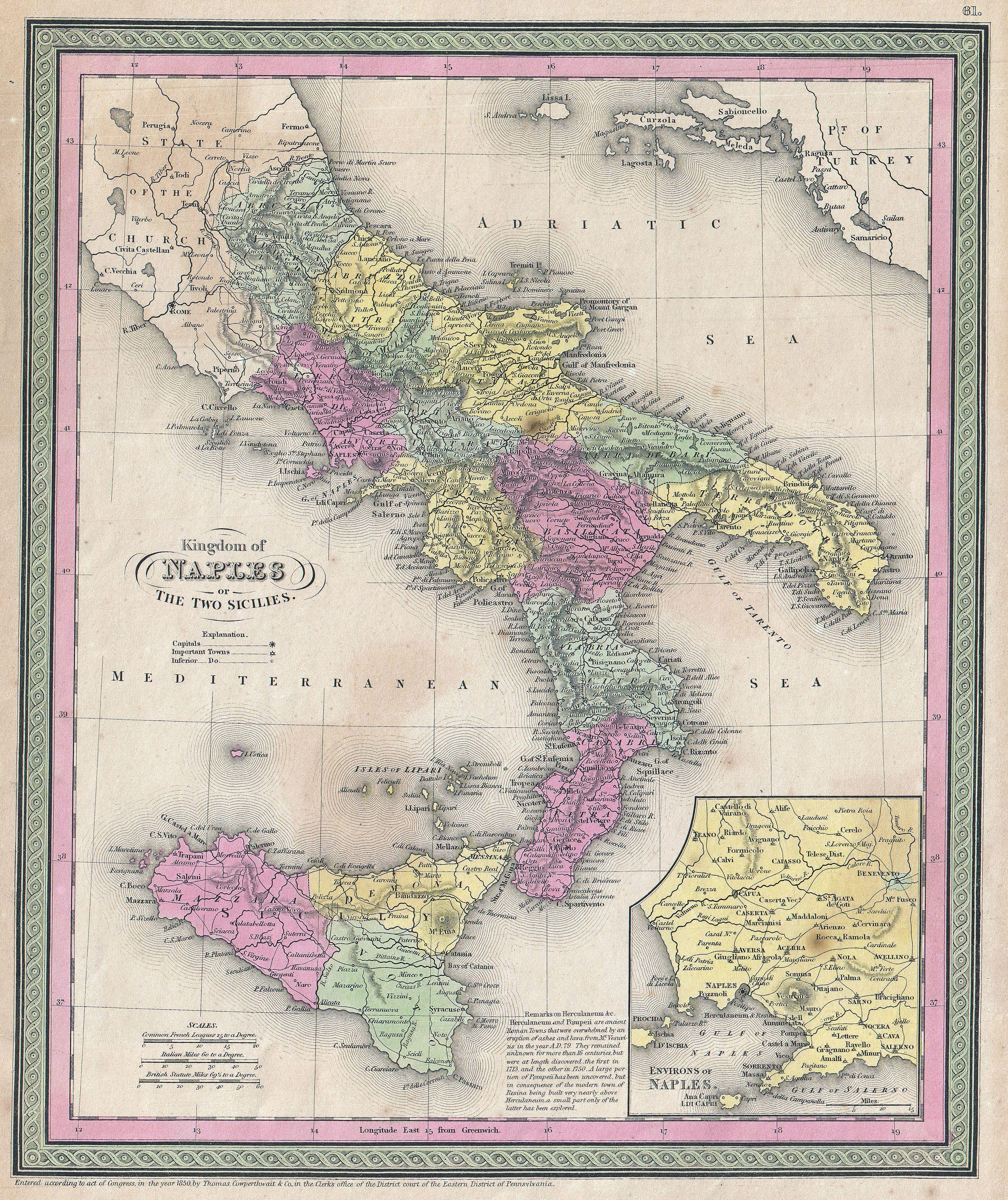
Eine Karte des Königreichs beider Sizilien von 1853

Meridionalismus (Italienisch: meridionalismo) sind im 19. Jahrhundert begonnene und im Laufe des 20. Jahrhunderts weitergeführte Studien und die  Untersuchung der wirtschaftlichen und sozialen Probleme Süditaliens. Diese Studien begannen gleich nach der Annexion des ehemaligen Königreichs beider Sizilien, die zur Vereinigung Italiens (Risorgimento) führte.
Die Untersuchung dieser Probleme diente nicht nur der theoretischen Forschung, sondern auch der Suche nach einer Lösung und der Überbrückung der sozialen, kulturellen und wirtschaftlichen Kluft zwischen Norditalien und Süditalien (Italienisch: questione meridionale). Die Gelehrten und Akademiker, die Forschung auf diesem Gebiet durchführten, werden als Meridionalisten (Italienisch: meridionalisti) bezeichnet.